# 프라이엔바흐
프라이엔바흐(독일어: Freienbach)는 스위스 슈비츠주의 회페구(Höfe)에 있는 자치체이다.

## 역사
프라이엔바흐는 Friginbach로 972년에 처음 언급되었다.

## 지리

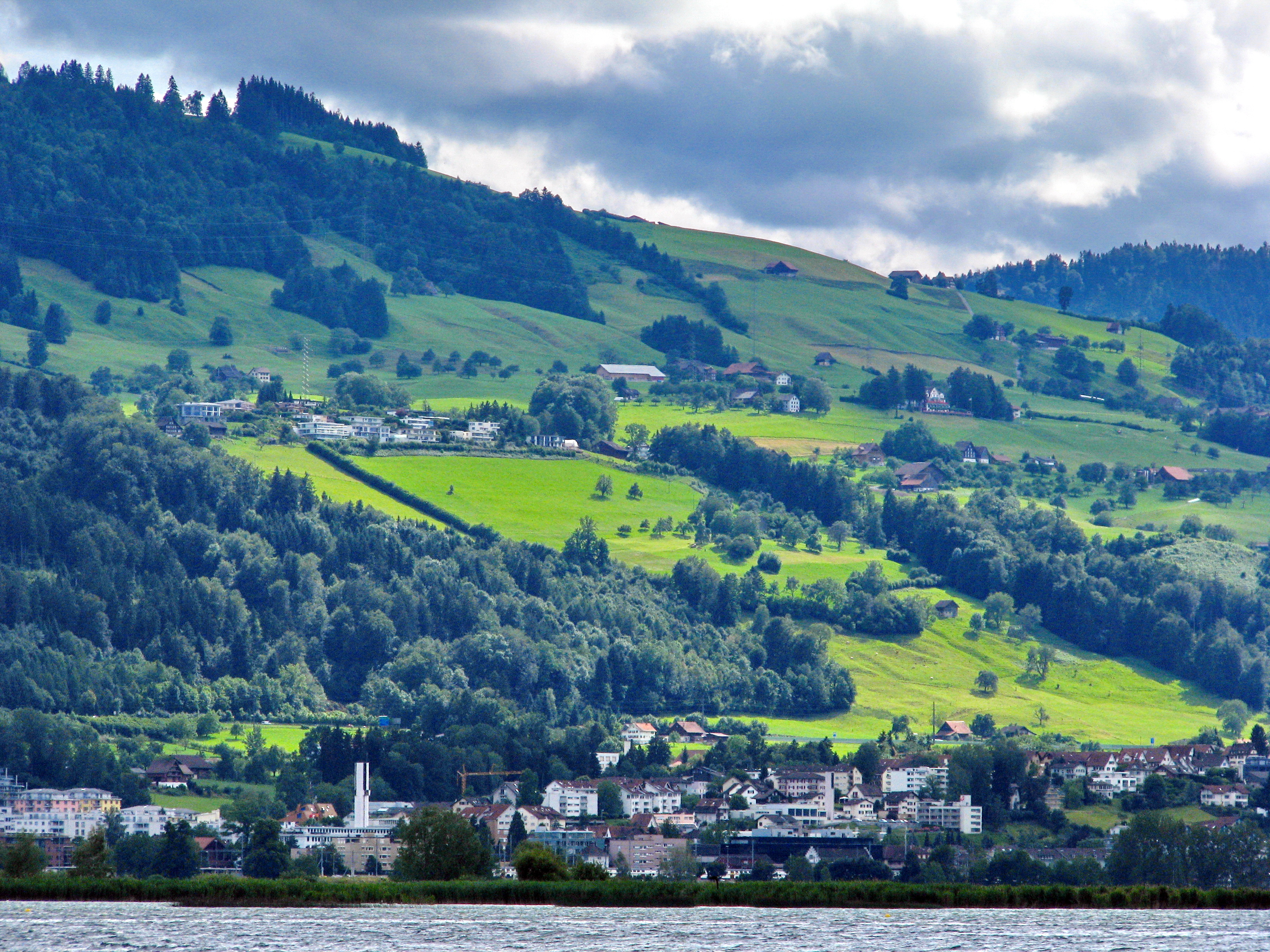
프라이엔바흐와 배경으로 에첼산

프라이엔바흐의 면적은 2006년 기준으로 13.8k㎡이다. 이 면적 중 40.7%는 농업용으로 사용되며 23.8%는 산림이다. 나머지 토지 중 31%는 정착지(건물 또는 도로)이고 나머지(4.5%)는 불모지(강, 빙하 또는 산)이다.
프라이엔바흐은 취리히 호수에 위치해 있고, 호수(해발 406m)에서 에첼산(해발 1,098m)까지 뻗어 있다. 이곳은 프라이엔바흐, 패피콘(취리히주의 패피콘과 혼동하지 말 것), 빌렌, 베흐, 후어덴(제담에 위치) 및 뤼체라우와 우프나우(Ufnau)의 두 섬으로 구성된다.

## 인구통계
프라이엔바흐의 인구(2020년 12월 31일 기준)는 16,520명이다. 2007년 기준으로 전체 인구의 23.2%가 외국인이다. 지난 10년 동안 인구는 23.8%의 비율로 증가했다. 대부분의 인구(2000년 기준)는 독일어(87.9%)를 사용하며, 이탈리아어가 2위(2.3%)이고 세르비아-크로아티아어가 3위(2.0%)이다.
2000년 기준으로 인구의 성별 분포는 남성이 50.6%, 여성이 49.4%였다. 2008년 기준 프라이엔바흐의 연령 분포는 다음과 같다. 2,963명(인구의 22.7%)은 0~19세이다. 4,174명(32.0%)은 20~39세이고 4,432명(33.9%)은 40~64세이다. 고령자 분포는 977명(7.5%)이 65~74세이다. 70~79세는 407명(3.1%), 80세 이상은 102명(0.78%)이다.
2000년 현재 5,558가구가 있으며, 그중 1,653가구(약 29.7%)가 1인 가구이다. 274명(약 4.9%)은 5인 이상의 대가족이다.
2007년 선거에서 가장 인기 있는 정당은 44.1%의 득표율을 기록한 SVP였다. 다음으로 가장 인기 있는 세 정당은 FDP (19%), SPS (16.3%) 및 CVP (15%)였다.
프라이엔바흐에서는 인구의 약 74.7%(25-64세)가 비필수 고등교육 또는 추가 고등교육(대학 또는 응용학문대학)을 완료했다.
프라이엔바흐의 실업률은 1.7%이다. 2005년 기준으로 1차 경제 부문에 184명이 고용되어 있으며, 이 부문에 약 53개 기업이 관여하고 있다. 2,718명이 2차 부문에 고용되어 있고, 이 부문에 216개의 기업이 있다. 7,174명이 3차 부문에 고용되어 있으며, 이 부문에 1,029개의 기업이 있다.

### 종교

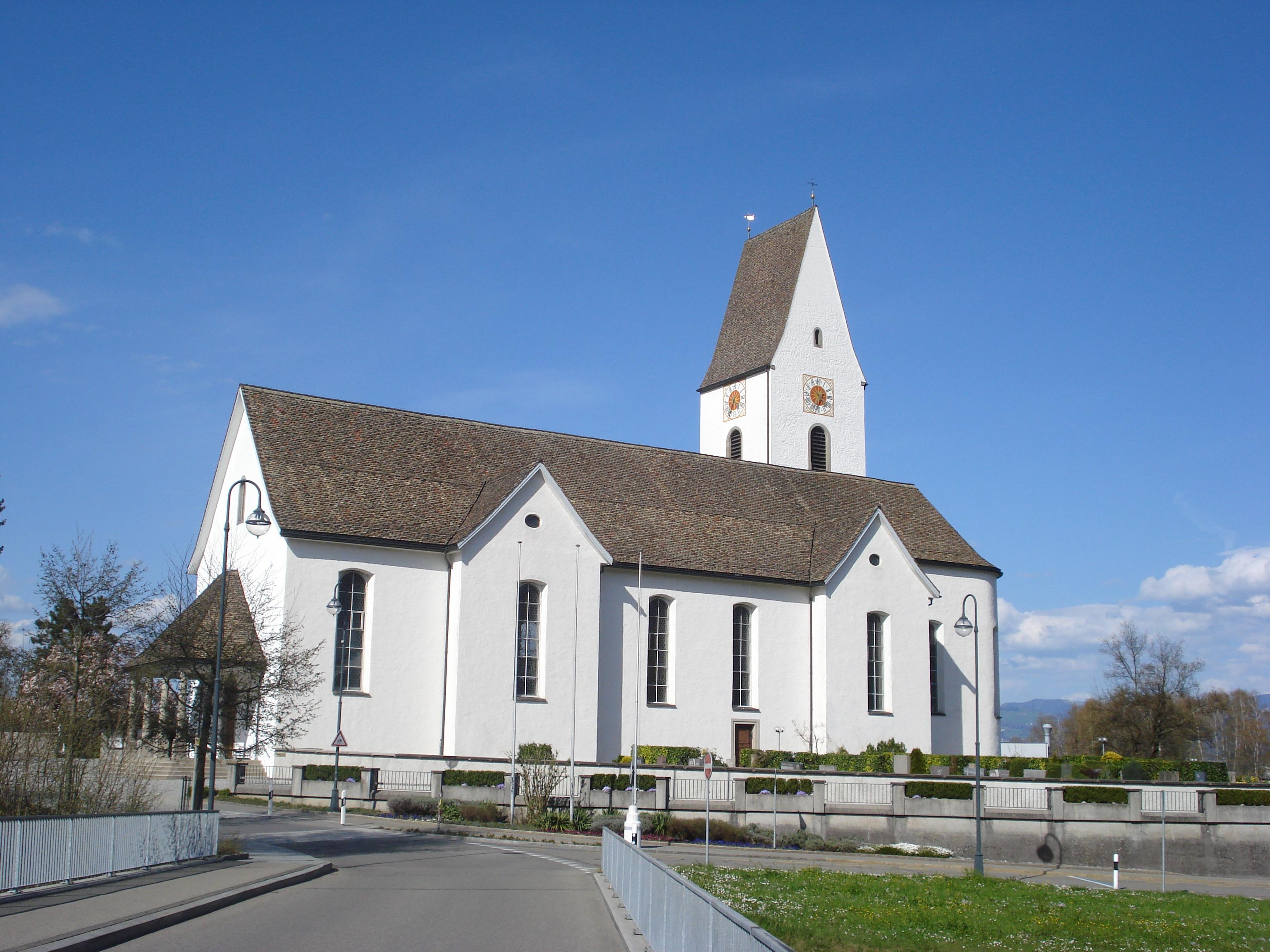
프라이엔바흐의 로마 가톨릭 교회

2000년 인구조사에 따르면 7,641명(58.5%)이 로마 가톨릭 신자이고, 2,915명(22.3%)이 스위스 개혁 교회에 속해 있다. 나머지 인구 중 크리스찬 가톨릭 교회 신자는 6명(전체 인구의 약 0.05%), 정교회 신자는 202명(인구의 약 1.55%)이며, 다른 기독교 교회에 속한 18명의 개인(인구의 약 0.14%)이다. 유대교인은 12명(인구의 약 0.09%)이고, 이슬람교 인은 633명(인구의 약 4.85%)이다. 다른 교회에 속해 있는 92명(또는 인구의 약 0.70%)이 있으며(인구 조사에 등재되지 않음), 1,151명(또는 인구의 약 8.82%)이 교회에 속하지 않고, 불가지론자 또는 무신론자이며, 385명(인구의 약 2.95%)이 질문에 대답하지 않았다.

### 과거 인구
역사적 인구는 다음 표에 나와 있다.
| 년도 | 인구   |
| ---- | ------ |
| 1743 | 1,198  |
| 1850 | 2,058  |
| 1900 | 2,270  |
| 1950 | 3,950  |
| 1970 | 8,429  |
| 1980 | 9,874  |
| 1990 | 11,237 |
| 2000 | 13,157 |
| 2005 | 14,597 |
| 2007 | 15,261 |

## 교통
프라이엔바흐 시에는 6개의 기차역이 있다. 이 중 페피콘 SZ역이 가장 중요하며 장거리 및 취리히 S-반 열차가 모두 운행된다. 나머지 역은 각각 S-반 열차의 하위 집합을 제공한다.
- 베흐는 S8에서 운행된다.
- 프라이엔바흐 SBB는 S8에서 운행된다.
- 프라이엔바흐 SOB는 S40에서 운행된다.
- 후어덴은 S5 및 S40에서 운행된다.
- 페피콘 SZ는 S2, S5, S8 및 S40에서 운행된다.
- 빌렌 바이 올레라우는 S40에서 운행된다.

## 스포츠
FC 프라이엔바흐는 지자체의 축구 클럽이다.

## 국가중요문화재
후어덴/제담 및 우프나우의 선사 시대 호숫가 정착지, 마르틴 예대당이 있는 성 베드로와 바울 교구 교회, 패피콘의 제담 문화 센터 및 패피콘성은 국가적으로 중요한 스위스 문화 유산으로 등록되어 있다. 후어덴 로스호른과 후어덴 제펠트의 선사 시대 정착지는 유네스코 세계문화유산인 알프스 주변의 선사시대 말뚝 주거지의 일부이다.